# Makaronesien
Makaronesien er et moderne opfundet samlingsnavn på flere øgrupper i det nordlige Atlanterhav. Øgrupperne tilhører Portugal, Spanien og Kap Verde. Navnet har sit udspring fra græsk for de velsignede øer, et navn som blev brugt af antikkens grækere om øerne vest for Gibraltarstrædet.
Makaronesien består af fem øgrupper:
| Øgruppe        | Land                  |
| -------------- | --------------------- |
| Azorerne       | Portugal              |
| Kanariske Øer  | Spanien               |
| Kap Verde      | Republikken Kap Verde |
| Madeira        | Portugal              |
| Selvagensøerne | Portugal              |

Alle øerne i Makaronesien er af vulkansk oprindelse.
Klimaet på øerne varierer mellem subtropisk og tropisk. Azorerne og Madeira har lavere middeltemperatur og mere nedbør end de øvrige øer.

## Geografi og geologi
Øerne i Makaronesien er af vulkansk oprindelse, og de formodes at være dannet af flere geologiske hotspots.
Klimaet på de makaronesiske øer rækker fra det subtropiske og middelhavsagtige på Azorerne og Madeira over det tørre på nogle geologisk ældre øer blandt Kanarieøerne (Lanzarote og Fuerteventura) og Kap Verde-øerne (Sal, Boa Vista og Maio) til det tropiske på nyere øer i begge de to sydligste øriger: (Santo Antão, Santiago og Fogo i Kap Verde og La Palma i Kanarieøerne). De portugisiske øriger, Azorerne og Madeira, har generelt et køligere og mere regnfuldt klima end Kanarieøerne og Kap Verde. Laurisilva-skovene i Makaronesien er en slags bjergrige tågeskove, som rummer reliktarter fra en vegetationstype, der oprindeligt dækkede meget af Middelhavets bund, mens klimaet i regionen var mere fugtigt, sådan at typen kunne tilpasse sig forholdene på småøer.

## Flora
Øerne har en enestående biogeografi, og de er hjemsted for adskillige markante plante- og dyresamfund. Ingen af de makaronesiske øer er udskilt fra et kontinent, og derfor nåede de indfødte planter og dyr til øerne via spredning over lange distancer. Laurisilvaskovene dækkede engang det meste af Azorerne og Madeira og også dele af Kanarieøerne mellem 400 og 1.200 m højde (den østlige del af Kanarieøerne og Kap Verde var for tør). Disse skove ligner de gamle skove, der dækkede Middelhavsområdet og det nordvestlige Afrika, før istiderne medførte nedkøling og udtørring. Træer af slægterne Apollonias ( i Laurbær-familien), Clethra (i Konvalbusk-familien), Dracaena (i Musetorn-familien), Ocotea (i Laurbær-familien), Persea (i Laurbær-familien), and Picconia (i Oliven-familien), som findes i de makaronesiske laurbærskove, kendes også som fossiler efter nogle, som voksede rundt om Midelhavet før istiderne.

## Bevaringsproblemer
Meget af den oprindelige vegetation er blevet fjernet eller udskiftet på grund af tømmer- og brændehugst i skovene, rydning af vegetationen for at skaffe plads til landbrug og kvægavl og inførelsen af fremmede planter og dyr. Laurisilva-skovene er skrumpet ind til små lommer. Resultatet er, at mange endemiske arter på øerne er alvorligt truede eller helt udryddede.
Indførte rovdyr – tamme og vilde katte – er blandt de mest alvorlige trusler mod det endemiske dyreliv. Trods det at kattene for det meste efterstræber indførte pattedyr (gnavere og kaniner), giver det grundlag for en stor kattepopulation, som truer de endemiske krybdyr og fugle.